# Вільям Блейк
Вільям Блейк (англ. William Blake; 28 листопада 1757, Лондон — 12 серпня 1827) — англійський поет, художник та гравер.

## Життєпис
Першою відомою поетичною збіркою Вільяма Блейка стала збірка під назвою «Пісні невинності» (1789 р.). Найкращі твори Блейка (лірична збірка «Пісні зрілості», 1794 р.; поеми «Весілля неба і пекла», 1790 р.; «Французька революція», 1791 р.; «Європа», 1794 р. та інші) були написані в епоху Французької революції. В своїх творах, Блейк описував історичні події, міг часто вдаватися до написання романтичної фантастики чи міфології, використовував образи з Біблії. У своїх творах він відображав трагедію соціального гноблення та мрії про краще майбутнє людства.
Також є відомим, як автор ілюстрацій до «Божественної комедії» Данте Аліг'єрі, «Нічних дум» Едварда Юнга та інших.
Блейк народився 28 листопада 1757 року в Лондоні, в районі Сохо, у родині крамаря Джеймса Блейка. Всього в сім'ї було семеро дітей (двоє з яких померли ще в дитинстві), але серед них він був третьою народженою дитиною. Вільям відвідував школу до десяти років. Хлопець навчився там лише писати і читати, подальшу освіту здобував вдома (його вчила мати — Кетрін Блейк). Незважаючи на те, що його батьки були протестантами (дисентерами з Моравської церкви), вони похрестили Вільяма в англіканській церкві Святого Якова на Пікаділлі. Варто також зазначити, що Біблія мала великий вплив на світогляд Блейка впродовж його життя, а також слугувала головним джерелом для натхнення.
4 серпня 1772 року Вільям Блейк розпочав своє 7-річне навчання з гравіювання у Джеймса Бесайера з Грейт Куїн Стріт. Після свого завершення навчання, коли Блейку виповнився 21 рік, він став професійним гравером. Ніяких відомостей про серйозні сварки чи конфлікти між ним та його вчителем зафіксовано не було, однак біограф Блейка — Пітер Акройд, зазначає, що пізніше Блейк вніс ім'я Бесайера до списку своїх суперників у мистецтві, але незабаром викреслив його. Причиною стало те, що стиль гравіювання Бесайера вже на той час вважався старомодним, тому навчання своїх учнів таким чином могло не найкраще вплинути на здобуті їхні навички у цій сфері, а також на майбутнє їх визнання.
Незважаючи на те, що Блейк прославився саме завдяки своїй технології рельєфного офорта, у своїй роботі йому частіше доводилося дотримуватися методу «інталія», стандартного для XVIII століття методу гравіювання, який полягав лише у нанесенні насічок на бляшану пластину. Цей процес був складною і трудомісткою роботою, оскільки для того щоб перенести зображення на пластини було потрібно багато часу. Як зауважив сучасник Блейка — Джон Бойделл, такий спосіб гравіювання робив його продукт «слабкою ланкою для комерції», дозволяючи художникам більше наблизитися до народу зробивши його важливим видом мистецтва наприкінці XVIII століття.
У 1800 році Блейк переїжджає у невеликий будинок в Фелфамі, в Сассексі (тепер це Західний Сассекс). Там він отримав замовлення на ілюстрацію робіт молодого поета Вільяма Хейлі. Саме в цьому будинку Блейк колись працював над книгою «Мільтон», написавши оформлення передмови до книги датоване 1804 роком, хоча сам Блейк продовжував свою роботу над оформленням аж до 1808 року. Книга починається з таких рядків: «На цей гірський схил крутий чи ступала ангела нога?», котрі згодом стали увічненими в гімні «Єрусалим». Незабаром Блейк перестав співпрацювати зі своїм новим покровителем зрозумівши, що Хейлі зовсім не цікавить заняття мистецтвом, адже патрон більше зайнятий «важкою роботою у сфері бізнесу». В результаті, це призвело до того, що Блейк пізніше напише в своїй поемі «Мільтон» наступні слова: «Друзі в матеріальному світі — духовні вороги».
Проблеми Блейка з владою дійшли до критичної стадії у серпні 1803 року, коли він вплутався в бійку з солдатом на ім'я Джон Скофілд. Блейка звинуватили не тільки в нападі, а й у проголошенні підбурливих і бунтівних промов проти короля. Скофілд заявив, що Блейк вигукував: «Будь проклятий король. Всі наші солдати раби!». Чичестерська виїзна сесія суду присяжних визнала Блейка невинним. Сассекська міська газета повідомляла: «Сфабрикованість події була настільки очевидна, що обвинувачений був негайно виправданий». Пізніше в ілюстрації до поеми «Єрусалим, Еманація Гіганта Альбіону» Скофілд стане символом «обмеженості розуму, „закованого в кайдани“ рабства».
Блейк повернувся до Лондона у 1804 році і почав роботу над поемою «Єрусалим, Еманація Гіганта Альбіону» (1804—1820 рр.), його найбільш амбітною працею. Задумавши зобразити героїв Кентерберійських оповідань Чосера, Блейк звертається до торговця Роберта Кромека з ідеєю продати такі гравюри. Вважаючи Блейка занадто ексцентричним для того, щоб малювати популярні картини, Кромек відразу передав це замовлення Томасу Стотерду. Коли Блейк дізнався, що його обдурили, він припинив всі відносини із Стотердом, і згодом відкрив незалежну виставку в магазині галантереї свого брата на Броуд Стріт, 27 в Лондонському районі Сохо.
Помер Вільям Блейк 12 серпня 1827 року. З 1965 року точне місцезнаходження могили Вільяма Блейка було втрачене і забуте, надгробна плита знесена, а на місці цвинтаря закладений сад. Пізніше пам'ять поета була увічнена стелою з написом «Поблизу цього місця спочивають рештки поета і художника Вільяма Блейка (1757—1827 рр.) і його дружини Кетрін Софії (1762—1831 рр.)». Цей меморіальний камінь був встановлений приблизно за 20 метрів від дійсного місця поховання Блейка. Однак групі шанувальників живопису Блейка все ж вдалося вирахувати те місце, де насправді спочиває тіло художника, і на цьому місці встановлено плиту, урочисто відкриту 12 серпні 2018 року.
Незважаючи на те, що нападки Блейка на догматичну релігію були шокуючими для його часу, це не означало, що він не сприймав релігію як таку. Його погляд на християнство видно в «Одруженні Раю та Пекла», написаному за подобою Біблійних пророцтв. У своєму творі Блейк присвячує розділ «прислів'ям пекла», серед яких є такі:
- Тюрми будують з каменів Закону;
- Будинки розпусти  — з цегли Релігії;
- Гусінь опоганює найкращі листки, священик опоганює найчистіші радощі.
У своєму «Вічносущому Євангелії» (The Everlasting Gospel) Блейк зображує Ісуса не як філософа і не як фігуру Спасителя, а як справді творчу Особистість, що стоїть вище від всяких догм, логіки і навіть моралі.

## Галерея

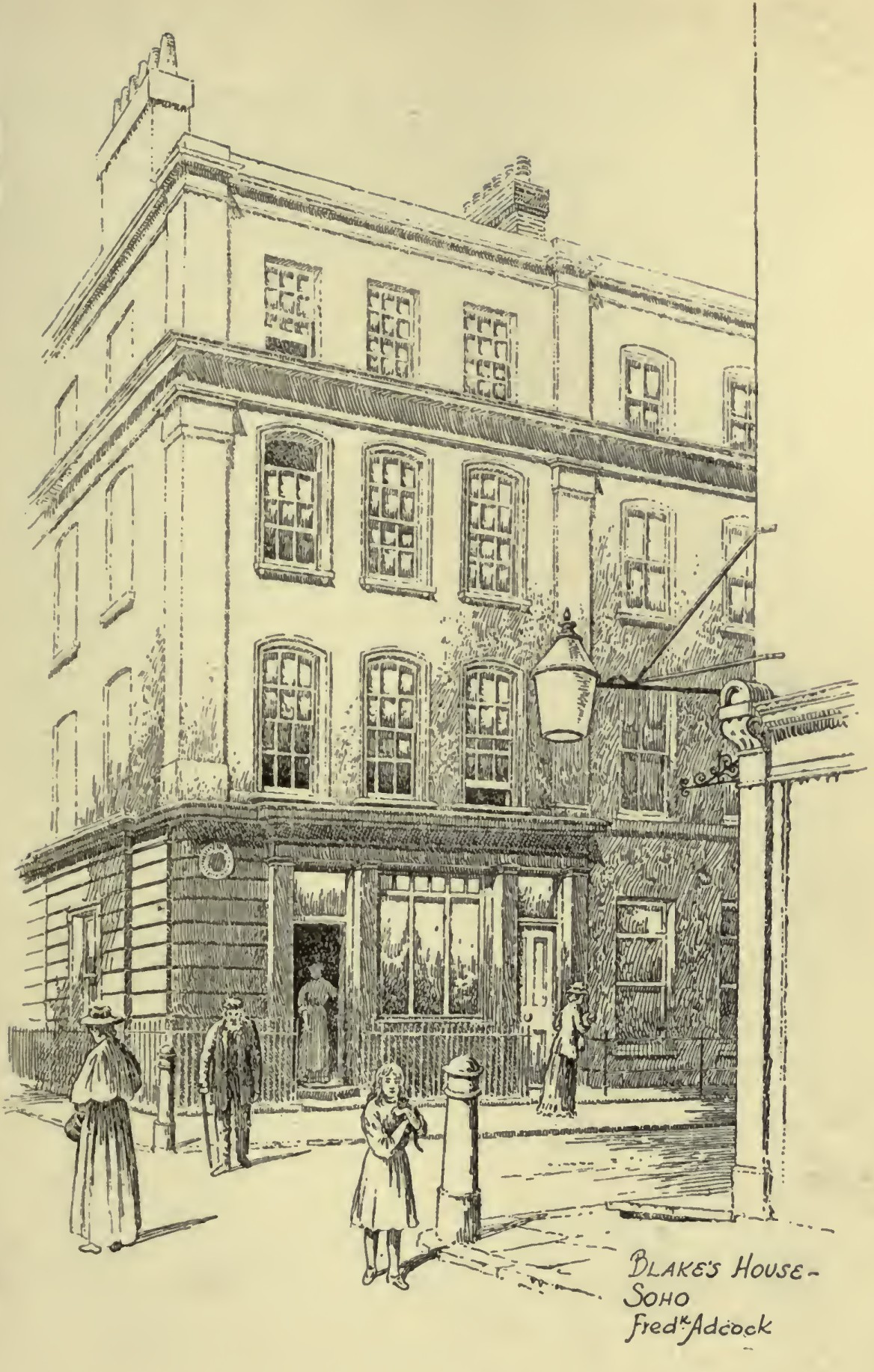
28, Брод-стріт (зараз — Бродвік-стріт), малюнок 1912 року. Будинок, де народився і мешкав Блейк до свого 25 ліття.Знесений у 1965
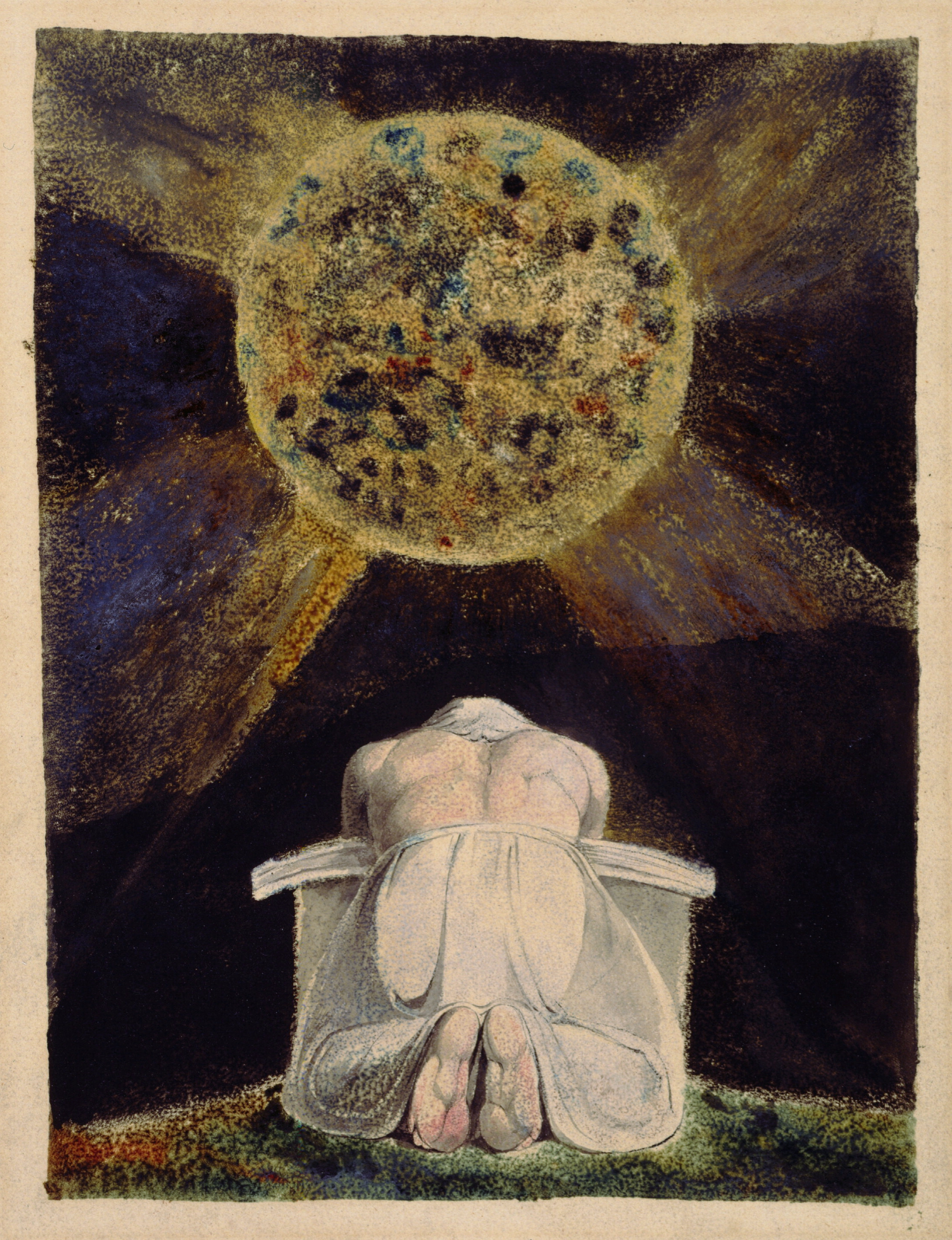
Творець — один з головних образів у творчості Блейка. На гравюрі з «Пісні Лоса» зображений деміург Урізен, що молиться перед світом, який він створив. Це третя ілюстрована книга із серії «Континентальних пророцтв», які Блейк писав разом з дружиною.
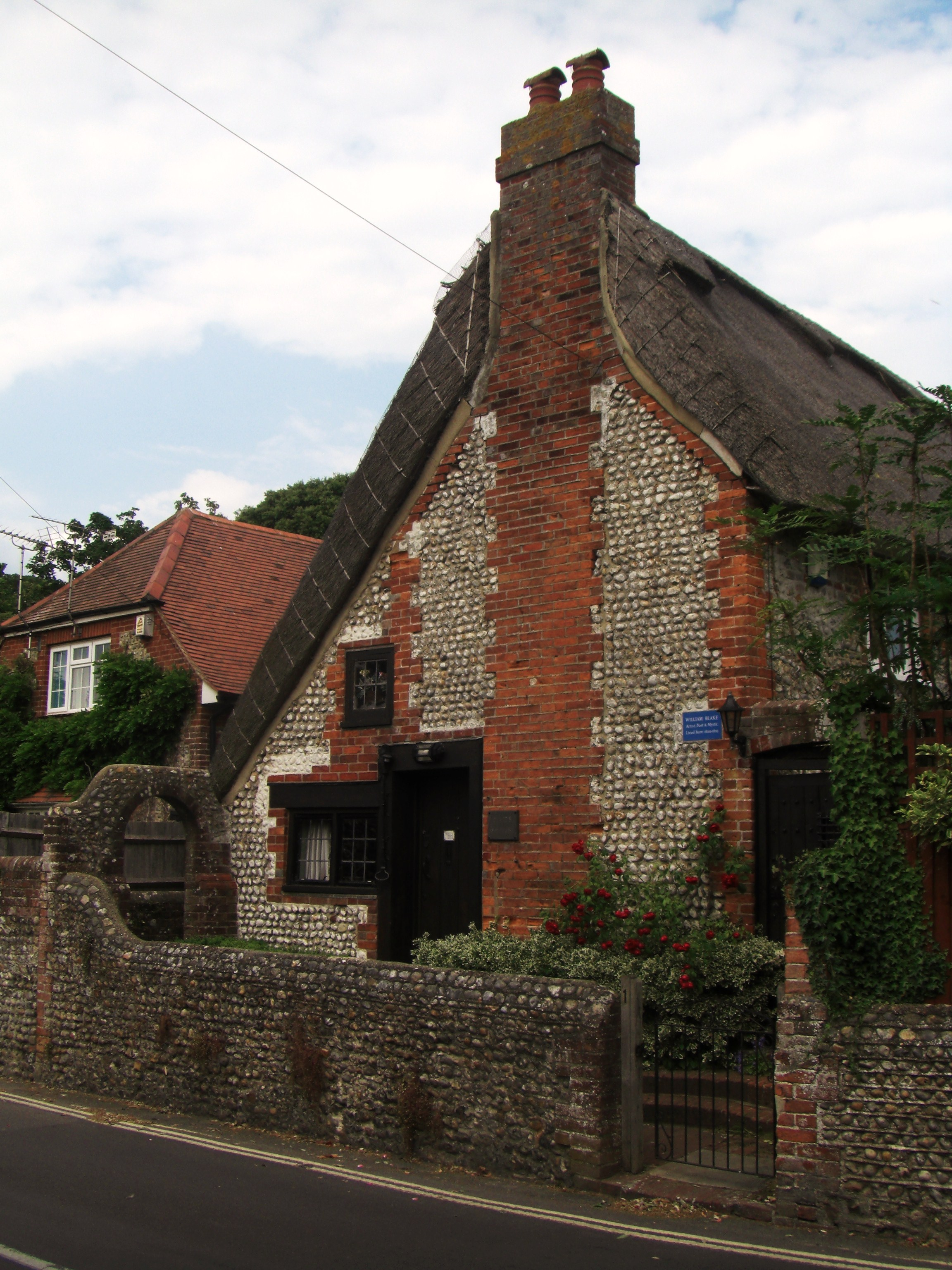
Будинок у Фелфамі, в якому з 1800 по 1803 рік мешкав Блейк.
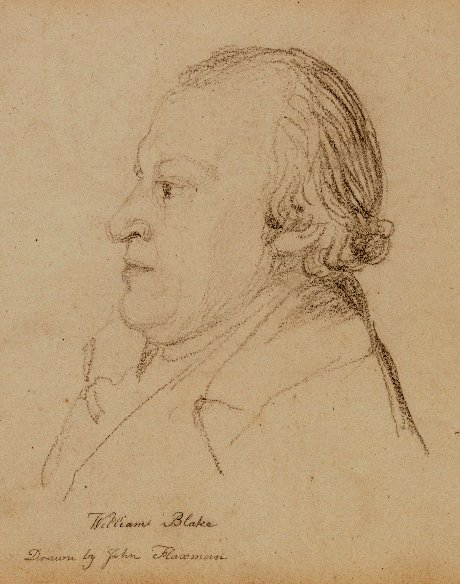
Начерк портрета Блейка, 1804, Джон Флаксман
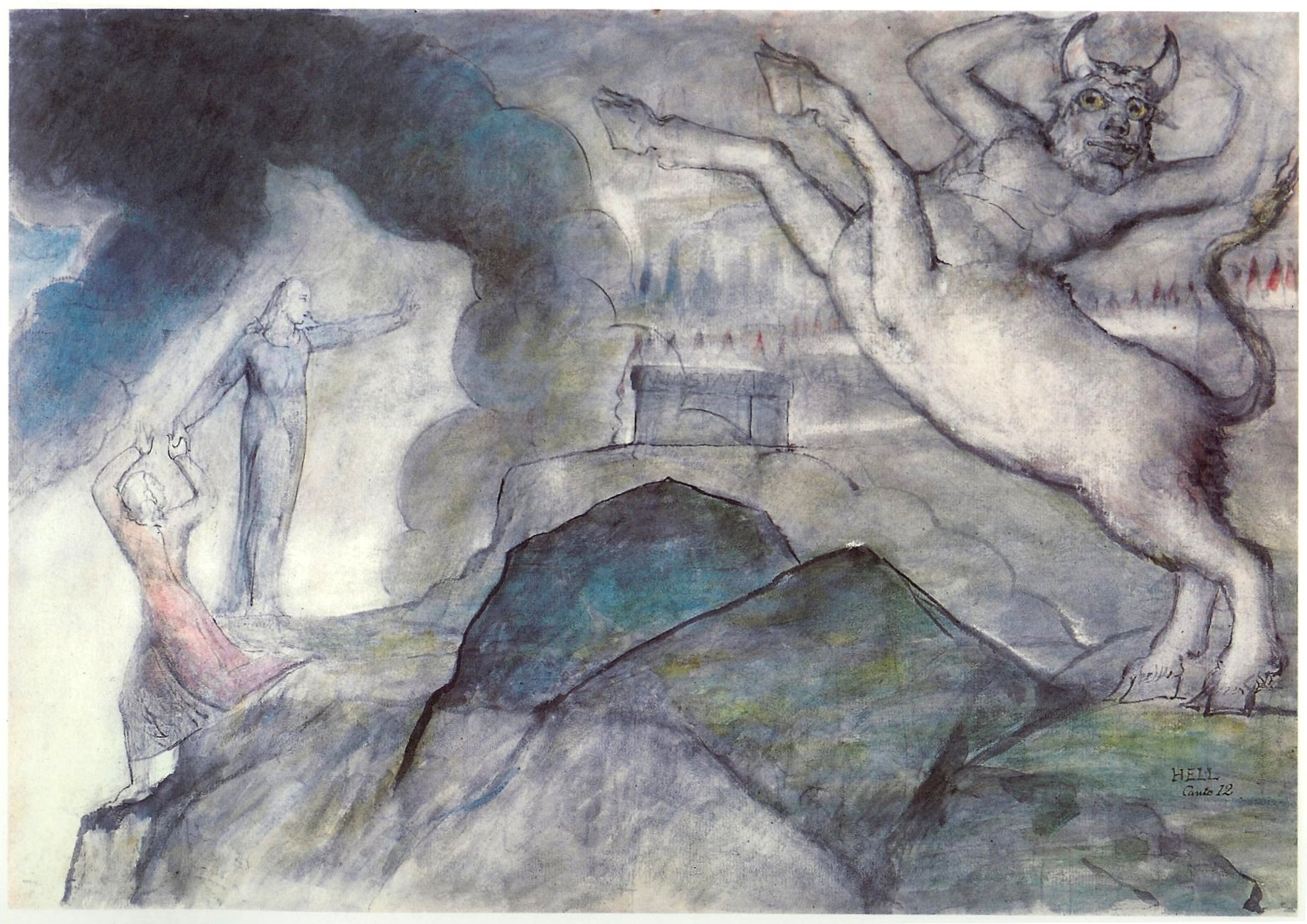
Образ Мінотавра, Canto XII, 12—28, The Minotaur XII
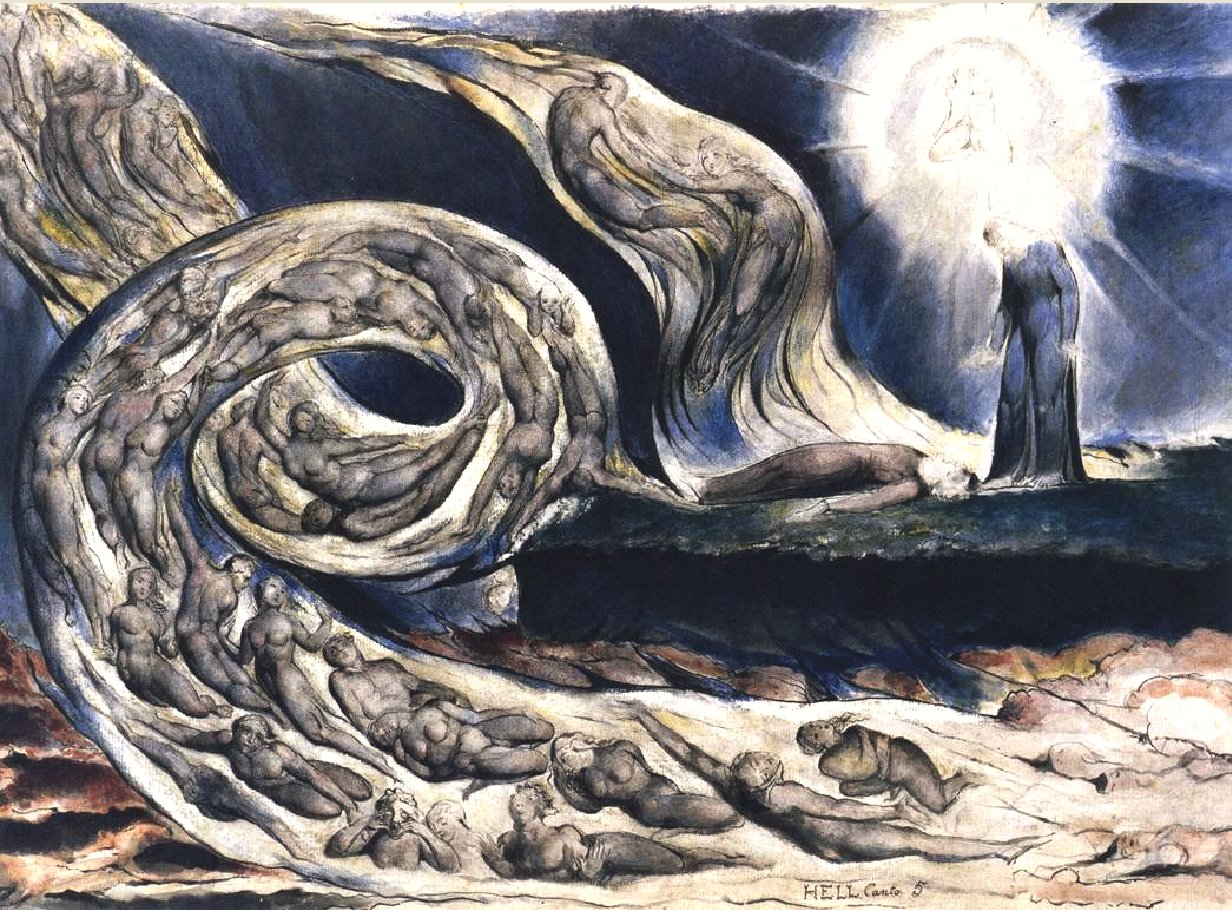
«Вихор Коханців», Canto V
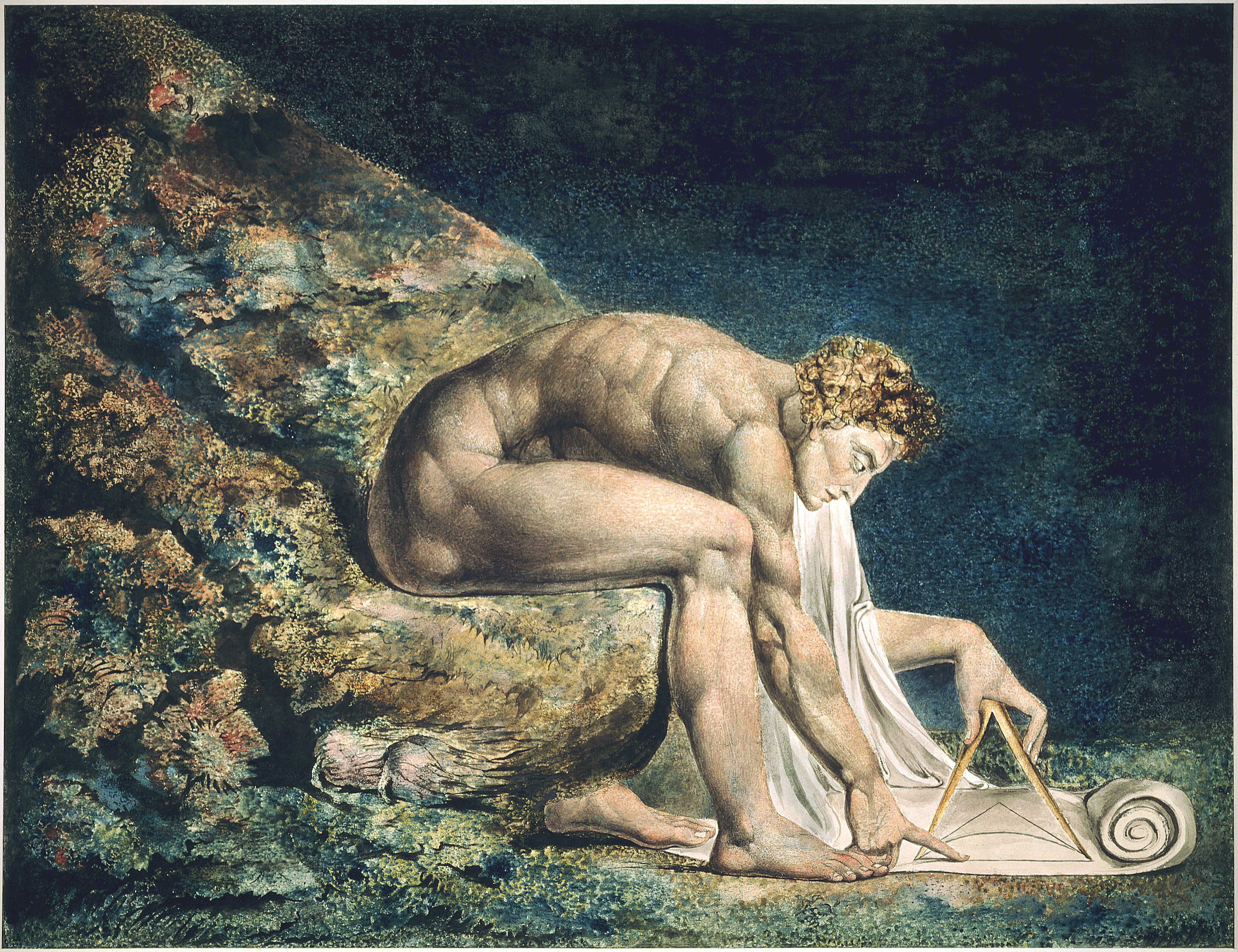
Картина «Ньютон» (1795) демонструє  негативне ставлення Блейка до «однобічності» наукового матеріалізму: Ньютон пише на сувої, який ніби є проєкцією, що виходить з його голови[17].
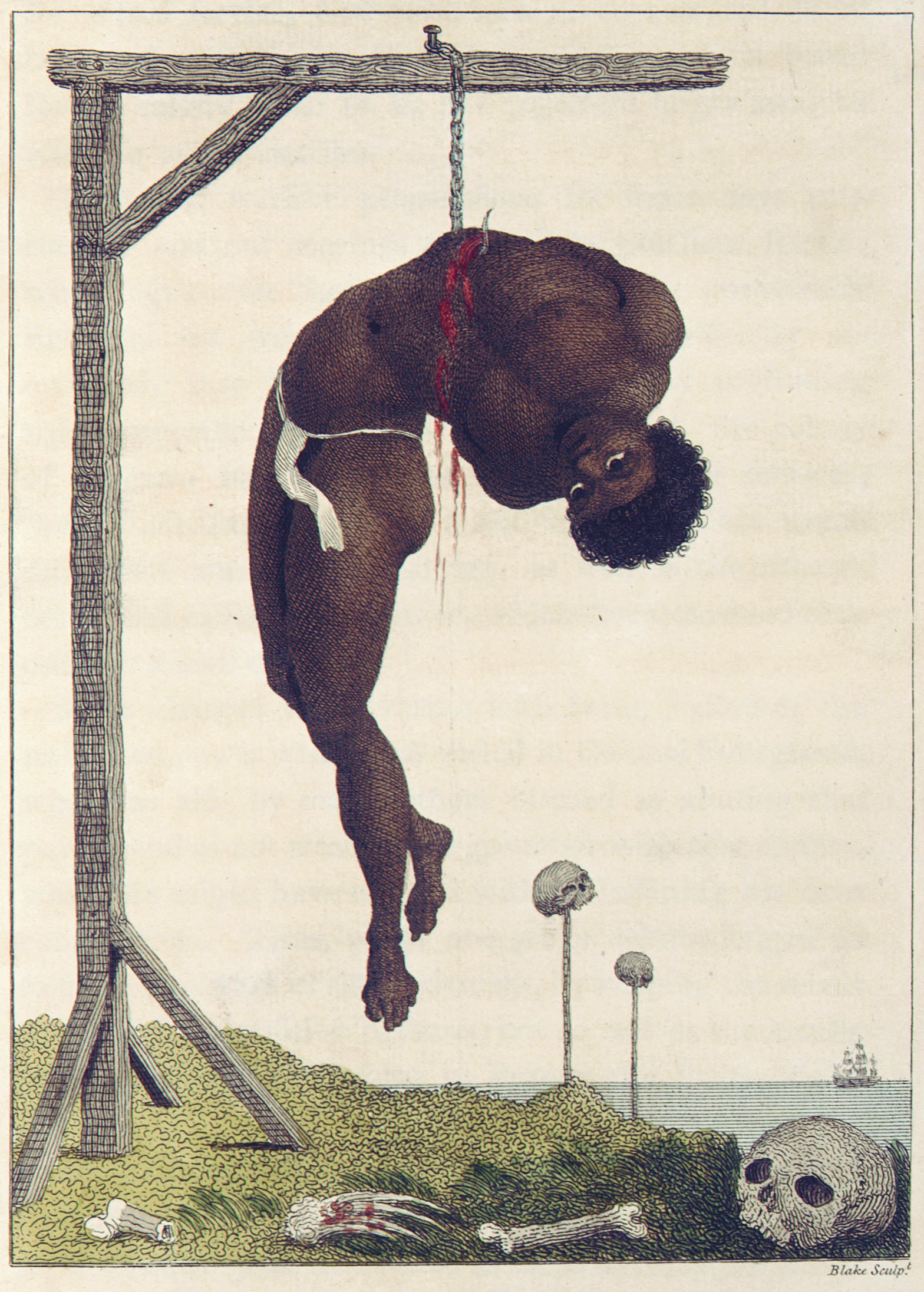
«Негр, повішений живцем за ребра». Ілюстрація Блейка до книги Джона Стедмана - розповідь про п'ятирічну експедицію проти негрів-бунтарів Суринаму (1796)

## Переклади українською
- Вільям Блейк, Весна; Вечірня пісня; Сон; Тигр [Текст] / В. Блейк // Співець: Із світової поезії кінця ХVIII — першої половини ХІХ сторіччя: Збірка / Упоряд. Г.Кочур. — К. : Веселка, 1972. — С.64-66.
- Вільям Блейк. Поезії. Пер. з англ. Віктор Марач, Тамара Кисільова, Ольга Матвієнко, Дмитро Дроздовський // «Всесвіт», № 1-2, 2009. — с. 155—162
- Вільям Блейк. Предковічне. Пер. з англ. Валерії Богуславської. — Київ: Видавничий Дім Дмитра Бураго, 2019—368 с. ISBN 978-966-489-472-9
- Вільям Блейк. Пісні Невинності і Досвіду / переклад з англійської Леся Белея. — Івано-Франківськ: Видавництво «П'яний корабель», 2019. — 160 с.